# Kirkjufellsfoss
De Kirkjufellsfoss is een waterval op IJsland. Op het schiereiland Snæfellsnes ligt even ten westen van het plaatsje Grundarfjörður de markante berg Kirkjufell. Min of meer tegenover deze berg ligt de Kirkjufellsfoss (Kirkjufellswaterval) die naar de berg is vernoemd. Bij de waterval ligt de oude en niet meer gebruikte ringweg van Snæfellsnes.